# Teribe (språk)
Teribe är ett chibchanskt språk som talas i provinserna Bocas del Toro och Chiriquí i nordvästra Panama. Det är egentlig en variant av språket naso, som är samlingsbegreppet på de två dialekterna teribe och térraba (som talas i södra Costa Rica), men då térraba är utdött används teribe ofta som namn på hela språket. Teribe talas av ca 3000 personer, och de flesta tillhör nasostammarna.